# Richard Torriani
Temple de la renommée de l'IIHF : 1997
Richard Torriani, dit Bibi Torriani, né le 1er octobre 1911 à Saint-Moritz et mort le 3 septembre 1988 à Coire, est un joueur de hockey sur glace et lugeur suisse.

## Hockey sur glace
Considéré comme le plus grand joueur suisse de l'époque, Bibi Torriani gagne deux médailles de bronze pour la Suisse aux Jeux olympiques de 1928 et de 1948. Lors de ces derniers, il est choisi pour prononcer le Serment olympique, devenant le premier hockeyeur à avoir cet honneur. Il participe également aux JO de 1936, où l'équipe de Suisse est éliminée au 1er tour avec une victoire et deux défaites. Il gagne également deux titres de champion d'Europe, en 1935 et 1939. Au total, il compte 105 buts en 111 matchs avec la sélection suisse. 
Avec les frères Hans et Ferdinand Cattini, il formait la fameuse « Ni-Sturm » (1933-1948), considérée à l'époque comme la meilleure ligne d'attaque européenne. De plus, ce plus prestigieux et populaire hockeyeur suisse était d'une sportivité exemplaire. Il est toujours le plus jeune joueur de l'histoire à avoir disputé un championnat du monde, à l'âge de 16 ans et 4 mois.
En club, il commence sa carrière au HC Saint-Moritz, avec qui il remporte un titre de champion de Suisse, avant de rejoindre en 1929 le HC Davos, avec lequel il est sacré 16 fois champion national. Il entraîne également par deux fois l'équipe nationale et remporte le titre national avec le HC Viège en 1962. Il officie également pour le Adler Mannheim en 1958.
En 1997, il est intronisé au temple de la renommée de la Fédération internationale de hockey sur glace.

## Luge
Dans les années 1950, Torriani se lance dans une seconde carrière, en luge, où il gagne la médaille d'argent dans l'épreuve simple aux championnats du monde de luge 1957, à Davos.